# Бистрица (приток на Сирет)
Вижте пояснителната страница за други значения на Бистрица.
Бистрица (на румънски: Bistriţa, Бистрица-Молдовяна, на румънски: Bistriţa Moldoveană) е река в Румъния (окръзи Бистрица-Нъсъуд, Сучава, Нямц и Бакъу), десен приток на Сирет (ляв приток на Дунав). Дължина 283 km. Площ на водосбарния басейн 7039 km².
Река Бистрица води началото си под името Бистрица Аурие от Бистришкото езеро, разположено на 1656 m н.в., в източната част на северния склон на масива Родна (част от Източните Карпати), в североизточната част на окръг Бистрица-Нъсъуд в Румъния. Почти по цялото си протежение Бистрица тече в югоизточна посока, като над 3/4 от течението ѝ преминава през планински местности, където последователно се редуват дълбоки и тесни проломи с малки долинни разширения. По този начин реката пресича от северозапад на югоизток Източните Карпати. При град Пятра Нямц Бистрица излиза от планините и продължава в югоизточно направление през югозападната част на обширните Молдовски възвишения. Тук долината ѝ значително се разширява и изплитнява, течението ѝ се успокоява и на отделни участъци силно меандрира. Влива се отдясно в река Сирет (ляв приток на Дунав), на 138 m н.в., на 5 km югоизточно от град Бакъу, в централната част на окръг Бакъу.
На юг водосборният басейн на Бистрица граничи с водосборния басейн на река Тротуш (десен приток на Сирет), на югозапад, запад и север – с водосборните басейни на реките Олт, Тиса и Прут (леви притоци на Дунав), а на североизток – с водосборния басейн на река Молдова (десен приток на Сирет). В тези си граници площта на водосборния басейн на реката възлиза на 7039 km² (16,01% от водосборния басейн на Сирет).
Основни притоци: леви – Кракеу (66 km, 447 km²); десни – Дорна (53 km, 608 km²), Бистричоара (64 km, 770 km²).
Подхранването на реката е смесено – дъждовно и снежно. Има ясно изразено пролетно-лятно пълноводие. Среден годишен отток в устието около 55 m³/sec. През зимата замръзва за 2 – 3 месеца.
В средното течение на реката, над град Биказ е изградена преградната стена на големия язовир „Биказ“, в основата на която действа мощна ВЕЦ (210 хил.квт). В горното течение част от водите ѝ се използват за промишлено и битово водоснабдяване, а в долното – за напояване. По течението на Бистрица са разположени множество населени места: Ватра Дорней (окръг Сучава); Биказ и Пятра Нямц (окръг Нямц); Бухуш и Бакъу (окръг Бакъу.